# François Dupeyron
François Dupeyron (Tartas, 14 augustus 1950 – 25 februari 2016) was een Frans filmregisseur en schrijver.

## Leven en werk

### Opleiding en eerste stappen in de wereld van de korte film
François Dupeyron volgde studies aan het IDHEC (Institut des hautes études cinématographiques). Hij zette zijn eerste filmstappen in de wereld van de korte film. Hij was ook een van de jongste oprichters van het collectief Cinélutte dat enkele sociaal-politieke korte films en middellange films produceerde tussen 1973 en 1981. Hij draaide eerst geëngageerde militante films over stakingen en fabrieksbezettingen. Daarna maakte hij korte films over industriële onderwerpen. Tussen 1978 en 1988 verwezenlijkte hij vervolgens enkele korte documentaires en fictie-korte films waarin zijn vrouw Dominique Faysse de hoofdrol vertolkte. Hij behaalde succes op onder meer het Festival international du court métrage de Clermont-Ferrand en op de uitreiking van de Césars.

### Debuut als filmregisseur en Gérard Depardieu
Voor zijn eerste langspeelfilm, Drôle d'endroit pour une rencontre (1988), schreef hij het scenario samen met zijn vrouw. Mede dankzij het acteertalent van Gérard Depardieu en Catherine Deneuve groeide deze tragikomedie uit tot een echt succes die kon bogen op vier  Césars-nominaties. Zijn tweede film, het drama Un cœur qui bat (1991), waarin zijn vrouw de hoofdrol voor haar rekening nam, sloeg minder aan bij het publiek. Voor La Machine (1994), een wetenschappelijke sciencefictionthriller, kon hij opnieuw een beroep doen op Gérard Depardieu. Voor de sketchenfilm  L'@mour est à réinventer (1996), met aids als thema, nam hij de korte film Et alors voor zijn rekening.

### Geëngageerde films
In 1999 behandelde hij de landbouwproblematiek in het indringende drama C'est quoi la vie?: de boerenzoon Éric Caravaca besliste koppig en tegen de schuldenberg van zijn grootvader Jacques Dufilho en vader Jean-Pierre Darroussin in, door te gaan met de stiel. Diezelfde jonge acteur Caravaca vertolkte ook een hoofdrol in La chambre des officiers, in Inguélézi en in Meneer Ibrahim en de bloemen van de koran, zijn drie volgende werken.
In het eerste, het oorlogsdrama La chambre des officiers (2001), behandelde hij op serene wijze het aangrijpende lot van de "gueules cassées", soldaten die tijdens de Eerste Wereldoorlog zware verminkingen in het gelaat hadden opgelopen.
In het tweede, het vluchtelingdrama Inguélézi (2003), werd de uitgang van een begraafplaats de drôle d'endroit voor een ontmoeting tussen een Koerd en een vrouw die door de clandestiene immigrant te helpen een beter inzicht in haar verleden en bestaan kreeg.
In 2003 verfilmde Dupeyron ook de tragikomedie Meneer Ibrahim en de bloemen van de koran, naar de succesroman van Eric-Emmanuel Schmitt. Omar Sharif kreeg in 2004 de César voor Beste acteur voor zijn vertolking van monsieur Ibrahim, de 'Arabier' die het joodse jongetje Momo levenslessen gaf.
In de milde tragikomedie Aide-toi, le ciel t'aidera (2008) situeerde hij de ontmoeting tussen een Afrikaanse moeder en een oerFranse tachtiger in de buitenwijken van de grootstad. Een jaar later nam hij de regie over van Trésor, de komedie waarvan cineast Claude Berri na vier draaidagen overleed. In 2013 draaide hij het drama Mon âme par toi guérie, de filmadaptatie van zijn roman Chacun pour soi, Dieu s'en fout.

### Privéleven
Dupeyron was gehuwd met monteuse, actrice en scenariste Dominique Faysse.
Hij overleed in 2016 op 65-jarige leeftijd aan kanker.

## Filmografie

### Filmregisseur

#### Korte films
- 1977: La télédiction, un nouveau regard sur la terre
- 1978: L'Ornière
- 1982: On est toujours trop bonne
- 1982: La Dragonne
- 1984: La Nuit du hibou
- 1984: Cochon de guerre
- 1985: Oasis sous la mer
- 1988: Lamento

#### Lange speelfilms
- 1988: Drôle d'endroit pour une rencontre (en scenario)
- 1991: Un cœur qui bat (en scenario)
- 1994: La Machine (en scenario, naar de roman van René Belletto)
- 1996: L'@mour est à réinventer (collectieve film, de kortfilm Et alors)
- 1999: C'est quoi la vie? (en scenario)
- 2001: La chambre des officiers (en scenario, naar de gelijknamige roman van Marc Dugain)
- 2002: Pas d'histoire ! Regards sur le racisme au quotidien, episode : Poitiers, voiture 11
- 2003: Meneer Ibrahim en de bloemen van de koran (Monsieur Ibrahim et les fleurs du Coran) (en scenario, naar de gelijknamige roman van Eric-Emmanuel Schmitt)
- 2003: Inguélézi (en scenario)
- 2008: Aide-toi, le ciel t'aidera (en scenario)
- 2009: Trésor (regie samen met Claude Berri)
- 2013: Mon âme par toi guérie

### Scenarist (voor andere films)
- 1994: Le Fils préféré (Nicole Garcia)
- 1998: Un pont entre deux rives (Fred Auburtin)

## Regie voor het theater
- 1976: La Nuit, les clowns van Yves Heurté, Petit Odéon
- 2009: Conversations à Rechlin, libretto van François Dupeyron, muziek van Franz Schubert, Robert Schumann, Ernst Wilhelm Wolf, Comédie de Genève

## Boeken
- Jean qui dort, Fayard, 2002
- Inguélézi, Actes Sud, 2004
- Le Grand Soir, Actes Sud, 2006 (heruitgave in de reeks Le Livre de poche, 2009)
- Chacun pour soi, Dieu s'en fout, Éditions Léo Scheer, 2009
- Où cours-tu Juliette ?, Éditions Léo Scheer, 2010

## Prijzen
- 1983: La Dragonne : Grand Prix op het Festival international du court métrage de Clermont-Ferrand
- 1985: La Nuit du hibou : César voor de Beste korte film - documentaire
- 1989: Lamento : César voor de Beste korte film - fictie

- Biblioteca Nacional de España: XX1172844
- Bibliothèque nationale de France: cb12541681v (data)
- Catàleg d'autoritats de noms i títols de Catalunya: 981058511782306706
- Gemeinsame Normdatei: 129801445
- International Standard Name Identifier: 0000 0000 6302 115X
- Library of Congress Control Number: no2003019396
- Nationale Bibliotheek van Tsjechië: xx0158124
- Nationale Bibliotheek van Israël: 987007327356705171
- Nederlandse Thesaurus van Auteursnamen: 10792093X
- Système universitaire de documentation: 034688498
- Virtual International Authority File: 41953043
- WorldCat: E39PBJtMpwMbHBBJDyCBdqfXh3